# La Serra (San Marino)
La Serra es una curazia (fracción) del castillo de Acquaviva, en la República de San Marino.

## Historia
La Serra toma su nombre de la noble familia Pesarese de "La Serra", que escapó de Pesaro en 1234 debido a las deudas del cabeza de familia Arnoldo La Serra

## Geografía física
La Serra es considerada un enclave. Debido a la falta de conexiones viales con la República de San Marino, solo se puede llegar desde Italia, desde el municipio de Verucchio.